# Goldenes Trapez
Ein Goldenes Trapez ist ein gleichschenkliges Trapez, das Merkmale des Goldenen Schnitts aufweist. Man unterscheidet im Wesentlichen zwei Arten Goldener Trapeze.

## Goldenes Trapez mit dem spitzen Innenwinkel 72°
Es besitzt folgende Eigenschaften:

- Der Innenwinkel an der längeren Parallelseite beträgt 72°.
- Die Schenkel und die kürzere parallele Seite sind jeweils gleich lang.
- Das Längenverhältnis zwischen der längeren (Major) und der kürzeren (Minor) Parallelseite beträgt {\displaystyle \Phi }, wobei {\displaystyle \Phi } der Goldene Schnitt ist.
- Es wird durch jede Diagonale eines regelmäßigen Fünfecks in ein Goldenes Trapez und ein Goldenes Dreieck zweiter Art zerlegt.[1][2]

## Goldenes Trapez mit dem spitzen Innenwinkel 60°

Stücke im Goldenen Trapez

Diese Art des Goldenen Trapezes, aus der zahlreiche Merkmale des Goldenen Schnitts resultieren, wurde von Walser untersucht.
Es besitzt folgende Eigenschaften:
- Der Innenwinkel an der längeren Parallelseite beträgt 60°.
- Die Schenkellänge beträgt 1, die längere parallele Seite hat die Länge {\displaystyle \Phi } und die kürzere die Länge {\displaystyle {\frac {1}{\Phi }}}, wobei {\displaystyle \Phi } der Goldene Schnitt ist.
- Es wird durch jede Diagonale eines regelmäßigen Sechsecks in zwei kongruente Goldene Trapeze zerlegt.

Für den Fall, dass außerdem die beiden Trapezdiagonalen jeweils die Länge {\displaystyle {\sqrt {2}}} haben, kommen folgende Eigenschaften hinzu:
- Seine Fläche lässt sich alternativ aufteilen in entweder zwei Goldene Trapeze und zwei gleichseitige Dreiecke oder ein gleichseitiges Dreieck und ein Parallelogramm mit dem spitzen Winkel 60°.

- Die in den folgenden Abbildungen rot (Major) und blau (Minor) markierten Streckenpaare stehen jeweils im Verhältnis des Goldenen Schnitts zueinander.[4]